# Campeonato de Escocia de Rugby 2003-04
El Campeonato de Escocia de Rugby (Premiership One) de 2003-04 fue la 31° edición del principal torneo de rugby de Escocia.

## Sistema de disputa
El torneo se disputó en formato de todos contra todos en la que cada equipo enfrentó a cada uno de sus rivales.
El equipo que al finalizar el torneo obtuviera mayor cantidad de puntos, se coronó como campeón del torneo, mientras que los últimos dos descienden a segunda división.

## Clasificación
| Pos. | Equipo                 | Encuentros | Encuentros | Encuentros | Encuentros | Tantos | Tantos | Tantos | Puntos |
| Pos. | Equipo                 | PJ         | PG         | PE         | PP         | F      | C      | Dif    | Puntos |
| ---- | ---------------------- | ---------- | ---------- | ---------- | ---------- | ------ | ------ | ------ | ------ |
| 1.º  | Glasgow Hawks          | 22         | 20         | 1          | 1          | 567    | 278    | +289   | 90     |
| 2.º  | Boroughmuir RFC        | 22         | 15         | 0          | 7          | 715    | 420    | +295   | 78     |
| 3.º  | Aberdeen Grammar Rugby | 22         | 13         | 3          | 6          | 603    | 503    | +100   | 72     |
| 4.º  | Watsonians             | 22         | 12         | 0          | 10         | 540    | 502    | +38    | 59     |
| 5.º  | Heriot's FP            | 22         | 12         | 1          | 9          | 496    | 499    | -3     | 58     |
| 6.º  | Melrose RFC            | 22         | 11         | 1          | 10         | 448    | 494    | -46    | 54     |
| 7.º  | Hawick RFC             | 22         | 10         | 0          | 12         | 452    | 522    | -70    | 46     |
| 8.º  | Currie Chieftains      | 22         | 8          | 1          | 13         | 424    | 536    | -112   | 43     |
| 9.º  | GHA                    | 22         | 7          | 0          | 15         | 455    | 487    | -32    | 41     |
| 10.º | Ayr RFC                | 22         | 9          | 1          | 12         | 377    | 504    | -127   | 41     |
| 11.º | Stirling County RFC    | 22         | 7          | 0          | 15         | 487    | 564    | -77    | 38     |
| 12.º | Peebles                | 22         | 3          | 2          | 17         | 424    | 679    | -255   | 25     |

|  | Campeón.    |
|  | Descendido. |

| Bandera de Escocia    |
| Campeón Glasgow Hawks |
| Primer título         |